# Фарсімен
Фарсімен (лат. farcimen, -inis, n.; множина farcimina, від farcire «набивати»: farcire intestinum «набивати нутрощі», тобто «робити ковбаси») — загальний термін для ковбас у Давньому Римі.
Звичайно, існувало багато різновидів, з яких відомі лише деякі завдяки традиції, зокрема:
- Апексабо (або апексао[2])
- Ботулус (кров'яна ковбаса[3])
- Фундулум (ковбаса з апендикса)
- Луканська (ковбаса свиняча[4][2])
- Лонганон (власне — пряма кишка, тут особливо довга ковбаса[2])
- Томакулум (свинячий братвурст[5])